# Камбарка 2-я
Камбарка 2-я — река в России, протекает в Чайковском районе Пермском крае. Левый приток Камбарки.

## География
Река Камбарка 2-я берёт начало восточнее деревни Дубовая. Течёт на юг через леса. Устье реки находится в 49 км по левому берегу реки Камбарка. Длина реки составляет 13 км.

## Данные водного реестра
По данным государственного водного реестра России относится к Камскому бассейновому округу, водохозяйственный участок реки — Кама от Воткинского гидроузла до Нижнекамского гидроузла, без рек Буй (от истока до Кармановского гидроузла), Иж, Ик и Белая, речной подбассейн реки — бассейны притоков Камы до впадения Белой. Речной бассейн реки — Кама.
Код объекта в государственном водном реестре — 10010101412111100015953.